# Jan I Dobry
Jan I Dobry lub Wielki, port. João I (ur. 11 kwietnia 1357 w Lizbonie, zm. 14 sierpnia 1433 tamże) – król Portugalii od 1385 roku.

## Życiorys
Jan był nieślubnym synem króla Piotra I i Teresy Lourenço. W 1364 został wielkim mistrzem zakonu Avis. Po śmierci brata, Ferdynanda (1383) w Portugalii zapanował krótki okres interregnum, gdyż Ferdynand nie miał męskiego potomka. Ślub jego jedynej córki, Beatrycze, z Janem I, królem Kastylii sprawiłby, że Portugalia zostałaby podporządkowana Kastylii, na co miejscowa ludność nie chciała się zgodzić.

## Początek rządów
Wreszcie, po dwóch latach anarchii, 6 kwietnia 1385 r. cortes (kortezy), czyli rada królestwa podjęła decyzję o ogłoszeniu królem przyrodniego brata zmarłego monarchy, Jana d'Aviz. Doprowadziło to do wojny z Kastylią. Latem 1385 roku armia kastylijska, wspierana przez kawalerie francuską i prowadzona przez Jana I, wkroczyła do Portugalii z zamiarem zdobycia Lizbony i odebrania tronu Janowi I d'Aviz. Ponieważ działo się to podczas wojny stuletniej, z pomocą Portugalii przeciw Francji i Kastylii stanęła Anglia. Wojska kastylijskie zostały rozgromione m.in. bitwie pod Atoleiros i w decydującej bitwie pod Aljubarrotą, przez znacznie mniejsze siły pod dowództwem Jana I Dobrego i Nuno Alvaresa Pereirę. Wojna z Kastylią została wygrana i nowy król został uznany przez pozostałe państwa. Kastylia zrezygnowała z roszczeń po śmierci swojego króla, w 1390 r. W 1415 zajął Ceutę, miasto w północnym Maroku. Był to pierwszy krok do przejęcia handlu morskiego z Maghrebem.
Bitwa pod Aljubarottą – zwycięscy Portugalczycy są po prawej

## Małżeństwo i potomstwo
W 1387, w dowód przyjaźni z Anglią, Jan poślubił córkę Jana z Gandawy, księcia Lancaster – Filipę Lancaster. Para miała kilkoro dzieci:
- Blankę (1388-1389),
- Alfonsa – Alfonso (1390-1400),
- Edwarda – Duarte (1391-1438), króla Portugalii,
- Piotra – Pedro (1392-1449), księcia Coimbry, ojca Izabeli de Coimbra (tym samym dziadka Jan II Doskonałego)
- Henryka Żeglarza – Enrique (1394-1460), księcia Viseu,
- Izabelę (1397-1471), żonę Filipa III Dobrego – księcia Burgundii,
- Blankę (1398),
- Jana – João (1400-1442), ojca Beatrycze i Izabeli Portugalskiej (tym samym dziadka Eleonory de Viseu i Manuela I Szczęśliwego oraz Izabeli Kastylijskiej).
- Ferdynanda (1402-1443)

Ponadto, Jan miał jeszcze dwoje dzieci z Inês Pires:
- Alfonsa – Alfonso (1377-1461), księcia Braganza, którego potomkowie w prostej linii od 1640 zasiadali na portugalskim tronie,
- Beatrycze – Beatrice (1386-1447).

Janowi udało się nie dopuścić do walk bratobójczych pomiędzy synami o koronę Portugalii. Jego najbardziej znanym synem jest trzeci z kolei, Henryk Żeglarz, który wyprowadził ten mały kraj ku mocarstwowości.